# Totenstraße
Als Totenstraße bzw. häufiger als Totenweg oder auch Leichenweg wurden Wege bezeichnet bzw. auch als solche benannt, über die Tote zu Friedhöfen verbracht wurden. Andere lokale Bezeichnungen waren Totensteig, Totenzeil, Bahrweg, Leichweg, Totengasse Gräberstraße und ähnliche Bezeichnungen bzw. überlieferte Dialektabwandlungen wie z. B. Dodenweg in norddeutschen Regionen oder in Mittelfranken Todenweg (Aberzhausen), Todtenweg (Stirn) und Todtenleithe (Ottmarsfeld).
Einige dieser Friedhöfe bestanden aus Massengräbern und entstanden während der Pest, weil die Pest so viele Menschenleben kostete.
Die für die jüdischen Leichenprozessionen genutzten Wege wurden oftmals als „Judenwege“ bzw. „Judenpfade“, -gassen, -steige bezeichnet.

## Andere und ähnliche Begriffsverwendungen
Die Begriffe Totenweg bzw. Totenstraße gibt es mit anderer Bedeutung auch im hethitischen Totenglauben und den hethitischen Jenseitsvorstellungen. Näheres hierzu ist im Abschnitt Die Totenwege im Artikel Hethitischer Totenglaube und Jenseitsvorstellungen beschrieben.
Die Bezeichnung Gräberstraße in Zusammenhang mit den römischen Bestattungsritualen wiederum beschreibt lange, einzeilige Grabfelder entlang der Straßen, die teilweise große Längen erreichten. Bilder der Toten auf den Grabmalen sollten für Passanten gut sichtbar sein, Inschriften ‚sprachen‘ diese an.